# Manassé
A Manassé héber eredetű férfinév, az elfelejt jelentésű szó származéka.

## Gyakorisága
Az 1990-es években szórványos név, a 2000-es években nem szerepel a 100 leggyakoribb férfinév között.

## Névnapok
- január 28.[2]

## A Bibliában
- Manassé, József fia, illetve a 12 izraelita törzs egyike
- Manassé júdai király (Kr. e. 7. század)